# Дионисий (иконописец)
Диони́сий (около 1440—1503/08 год, из рода Чириковых) — ведущий московский иконописец и мастер фресок конца XV — начала XVI веков. Считается продолжателем традиций Андрея Рублёва. Дионисий — первый известный по документам русский иконописец светского сословия.

## Биография

### Ранние работы
Согласно поздним сообщениям синодиков Кирилло-Белозерского монастыря, Дионисий считал своим предком известного по «Повести» середины — второй половины XIII века Петра, царевича Ордынского. Легенда гласит, что Пётр, принявший христианство, поселился в Ростове. Единственным дворянским родом, ведущим свою историю от Петра Ордынского, были Чириковы, что означает, что Дионисий — представитель данного рода.
Самая ранняя из известных работ — росписи собора Рождества Богородицы в Пафнутьево-Боровском монастыре (1467—1477), выполненные Дионисием в сотрудничестве со старцем Митрофаном из Симонова монастыря, и иконы для собора. Росписи были утрачены в конце XVI века во время перестройки собора. Согласно сообщению «Жития Пафнутия Боровского», росписи вызвали интерес у Ивана III, который, вероятно, посетил монастырь в 1480 году после стояния на реке Угре.
Возможно, старец Митрофан был учителем Дионисия, их близость прослеживается в некоторых синодиках, где записи «рода старца Митрофана» и «рода иконника Дионисия» соседствуют друг с другом. В случае вероятного наставничества Митрофана над Дионисием возможна передача от старшего по возрасту к младшему традиций иконного письма, восходящих к Андрею Рублёву.

### Московский период
Вероятно, именно знакомство Ивана III с росписями Пафнутьево-Боровского монастыря сыграло свою роль в получении в 1481 году артелью, возглавляемой Дионисием, заказа на деисусный, праздничный и пророческий ряды иконостаса Успенской церкви в Москве (Успенский собор, построенный Аристотелем Фиораванти). Помощниками Дионисия в этой работе, как сообщает летопись, были иконники «поп Тимофей, Ярец да Коня». Иконостас Успенской церкви, за который была выплачена гигантская по тем временам сумма — сто рублей, не сохранился.
Остаётся открытым вопрос, получили ли исполнители иконостаса также заказ на роспись алтарных помещений и алтарной преграды собора, над которой располагались иконы, созданные ими. Тем не менее, исследователи полагают, что именно работа для Успенского собора обратила внимание «московских кругов», в том числе великокняжеской семьи, на Дионисия. Его заказчиками были самые образованные и знатные люди того времени. Так, брат Ивана III Андрей Васильевич Меньшой около 1481 года заказал иконописцу деисусные иконы для Спасо-Каменного монастыря на Кубенском озере .
Новую ответственную работу Дионисий получил в 1482 году: по сообщениям современных источников, он восстановил на старой доске икону византийского письма, «Богоматерь Одигитрию», живописный слой которой был уничтожен во время пожара в Вознесенского собора Вознесенского монастыря в Московском Кремле.

### Работы для Иосифо-Волоколамского монастыря
Не ранее 1486 года, возможно, Дионисий неоднократно работал в Иосифо-Волоколамском монастыре : там он написал иконы для соборной церкви Успения Богоматери три ряда иконостаса — пророческий, праздничный и деисусный. Кроме того, Дионисий расписывал Царские врата и местные иконы. Из всех произведений сохранилась лишь сильно повреждённая «Богоматерь Одигитрия» (в настоящее время хранится в Музее имени Андрея Рублёва).
По сообщению «Жития преподобного Иосифа Волоколамского», настоятеля монастыря, с Дионисием работали его дети — Владимир и Феодосий, старец Паисий и два племянника Иосифа Волоколамского, старцы Досифей и Вассиан. Иосиф, возможно, был знаком с росписями Дионисия для Пафнутьево-Боровского монастыря. Работая многие годы, иконописец, судя по описям монастыря, лично создал более сотни образов.
Вероятно, Дионисий с помощниками работал в Успенском соборе в два этапа — на первом создавался иконостас, а по прошествии года, когда стены нового собора просохли, исполнялись росписи. Впрочем, некоторые исследователи считают, что росписи были созданы уже в 1503 году мастерами, возглавлявшимися сыном Дионисия Феодосием.

### Поездка на Белое озеро
Уже известным и популярным мастером в 1480—1490-х годах Дионисий работал на Белоозере. За два-три года пребывания на севере иконописец создал наиболее значительные и самые известные свои произведения: деисусный, праздничный и пророческий чины иконостаса Троицкого собора Павло-Обнорского монастыря. Несмотря на то, что надпись на обороте иконы «Спас в Силах» приписывает авторство всего иконостаса Дионисию, предполагается, что в этой работе ему помогали сыновья. Из пятидесяти икон трёх чинов иконостаса до нашего времени сохранилось всего четыре — «Распятие», «Спас в Силах», «Уверение Фомы» и «Успение Богоматери».
В это же время мастерская художника создаёт надгробный образ «Преподобный Кирилл Белозерский» и, предположительно, миниатюру к «Лествице» и сочинениям Ефрема Сирина.
Наивысшим творческим достижением Дионисия и его мастерской являются росписи Рождественского собора Ферапонтова монастыря (1501—1502/03). Это последние документально засвидетельствованные произведения, и, вероятно, наиболее известные работы Дионисия.

### Поздний период
В конце 1503 года Дионисий в Москве работал над масштабной иконой «Дмитрий Прилуцкий с житием» — заказом Ивана III для Прилуцкого монастыря. К последнему периоду творчества иконописца Г. Попов относит две большие иконы с житийными клеймами для Успенского собора — «Митрополит Пётр» и «Митрополит Алексей». Вероятно, он ещё работал для Иосифо-Волоколамского монастыря в 1506—1507 годах. В 1508 году по-видимому, Дионисия уже не было в живых. Разные источники указывают разные даты смерти Дионисия: «после 1503 года», «до 1508 года», «после 1519 года», «середина 1520-х годов» и т. д. Мастерская, возглавляемая уже его сыновьями, продолжала свою работу до двадцатых годов XVI века.
Среди дошедших до нашего времени икон мастера известны: житийные иконы митрополитов Петра и Алексея (1462—1472 гг.), «Богоматерь Одигитрия» (1482 г.), «Крещение Господне» (1500 г.), «Спас в силах» и «Распятие» (1500), «Сошествие в ад», «Преподобный Кирилл Белозерский».
Родившись в 1440—1450-х годах, Дионисий застал ещё мастеров рублёвского периода, одним из вероятных его учителей был старец Митрофан. Свой собственный стиль у мастера сложился на рубеже 1460—1470-х годов, в годы возрождения культурный жизни Московского княжества после периода феодальной смуты.
По решению ЮНЕСКО 2002 год был объявлен годом Дионисия.

## В литературе
Возможно, к Дионисию обращается Иосиф Волоколамский в своём сочинении «Послание иконописцу и три „Слова“ о почитании икон», где представлен идеальный художник, чьё мастерство складывается в тесной связи с духовным развитием, на примере Даниила и Андрея Рублёва. Во время создания «Послания» — 1484—1490 годы — Дионисий работал в Иосифо-Волоколамском монастыре и имел возможность тесно общаться с настоятелем, и вполне вероятно, что это он — «Друг», немолодой уже адресат «Послания».

## Тематика произведений Дионисия и его круга
Известно довольно много художественных произведений, авторство Дионисия которых документально установлено, либо приписываемых самому Дионисию или его окружению. Корпус сюжетов, разрабатываемых Дионисием и его последователями, отличается от тематики произведений времён Андрея Рублева, что связано с развитием современной религиозной мысли. Так Дионисий создал для Иосифо-Волоколамского монастыря икону «Страшный Суд» — нехарактерный для XV века иконописный сюжет — и неоднократно писал «Шестоднев». Упомянутые иконографические сюжеты, вместе с «Апокалипсисом» и «Символом веры», связаны с дискуссиями о Рае и ожидаемым в 1492 году (7000 год по старому летосчислению) «концом света», а также богословскими спорами о природе Христа и Богоматери и борьбой с ересью жидовствующих. Наиболее знаковым является обращение к «Шестодневу» (описанию сотворения мира Богом), как иконографическому сюжету, тесно связанному со злободневными религиозными вопросами.
В наследии Дионисия наиважнейшим является образ Богоматери. Согласно документам (См. Опись 1547 года), наибольшее количество работ, исполненных иконописцем для Иосифо-Волоколамского монастыря — это иконы, посвящённые Богородице. Образ Богоматери-Одигитрии (Путеводительницы), начиная с Одигитрии для Вознесенского монастыря, в его творчестве сменил популярный до второй половины XV века частный, исповедальный иконографический тип «Умиление», к которому обращались такие мастера, как Феофан Грек и Андрей Рублёв. Исследователи (Г. Попов) связывают рост интереса к более официальному типу с утверждением концепции Московского государства как «нового Царства Богоматери». Возможно, выбор сюжетов и формы их воплощения делались под влиянием Иосифа Волоколамского. Характерна «праздничная торжественность», особенно полно проявляющаяся в богородичных иконах Дионисия .
Содержание таких произведений Дионисия и его круга, как «Акафист Богоматери», «Похвала Богоматери», «О Тебе, Дева, радуется» и «Успение Богоматери» тесно связано с литургией и несомненно, результат общения с заказчиками-«книжниками», образованнейшими людьми своего времени.

## Книжная миниатюра
Исследователи (в частности, Г. Попов), опираясь на стилистический анализ, приписывают мастерской Дионисия и старца Митрофана, вероятно, действовавшей в Симоновом монастыре, авторство миниатюр из двух Четвероевангелий — одно из них датируется рубежом 1460—1470-х годов и хранится ныне в Государственном Историческом музее, второе — началом 1470-х годов, сейчас находится в Научной библиотеке Московского государственного университета.

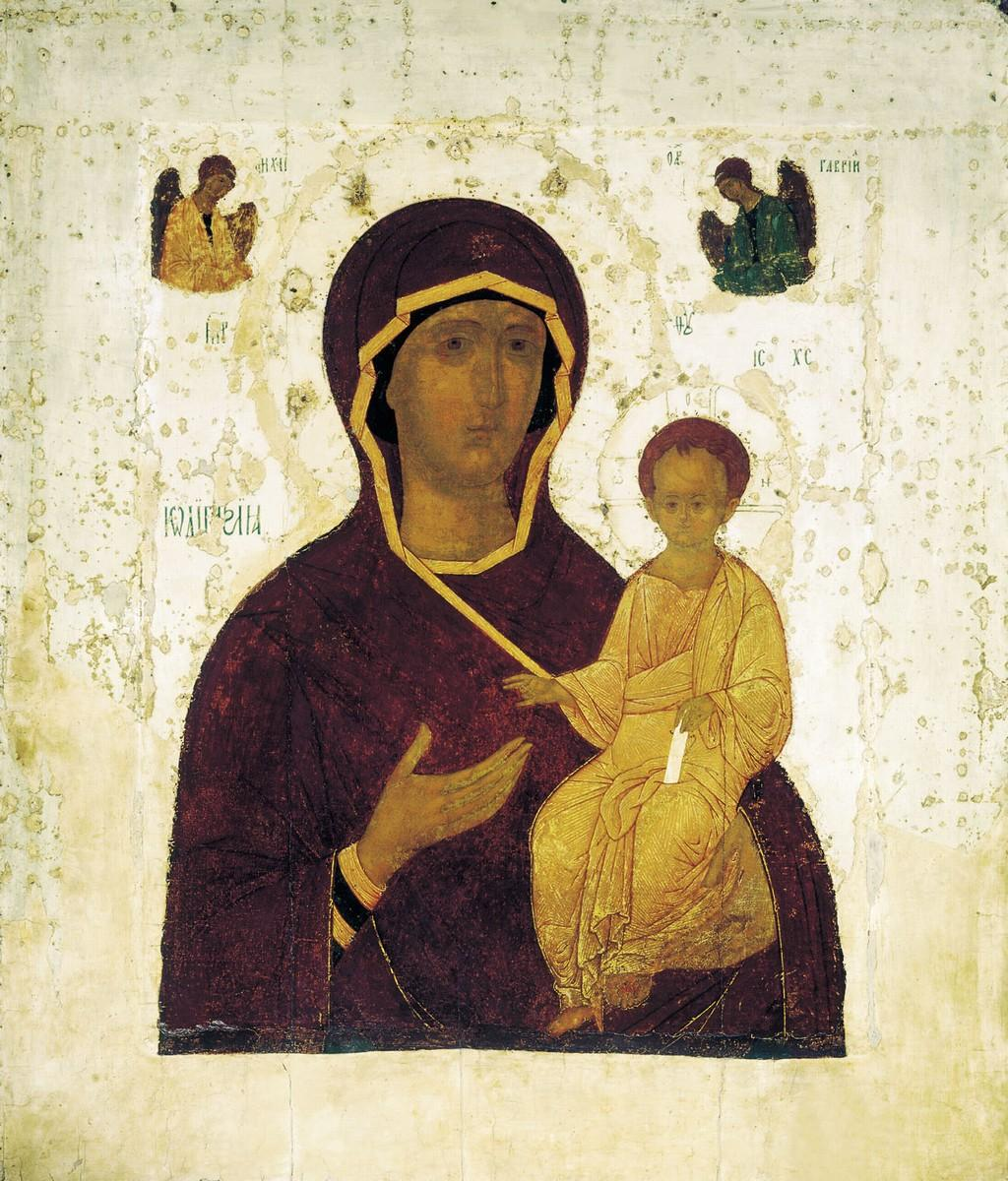
Одигитрия Смоленская. 1482 г. ГТГ
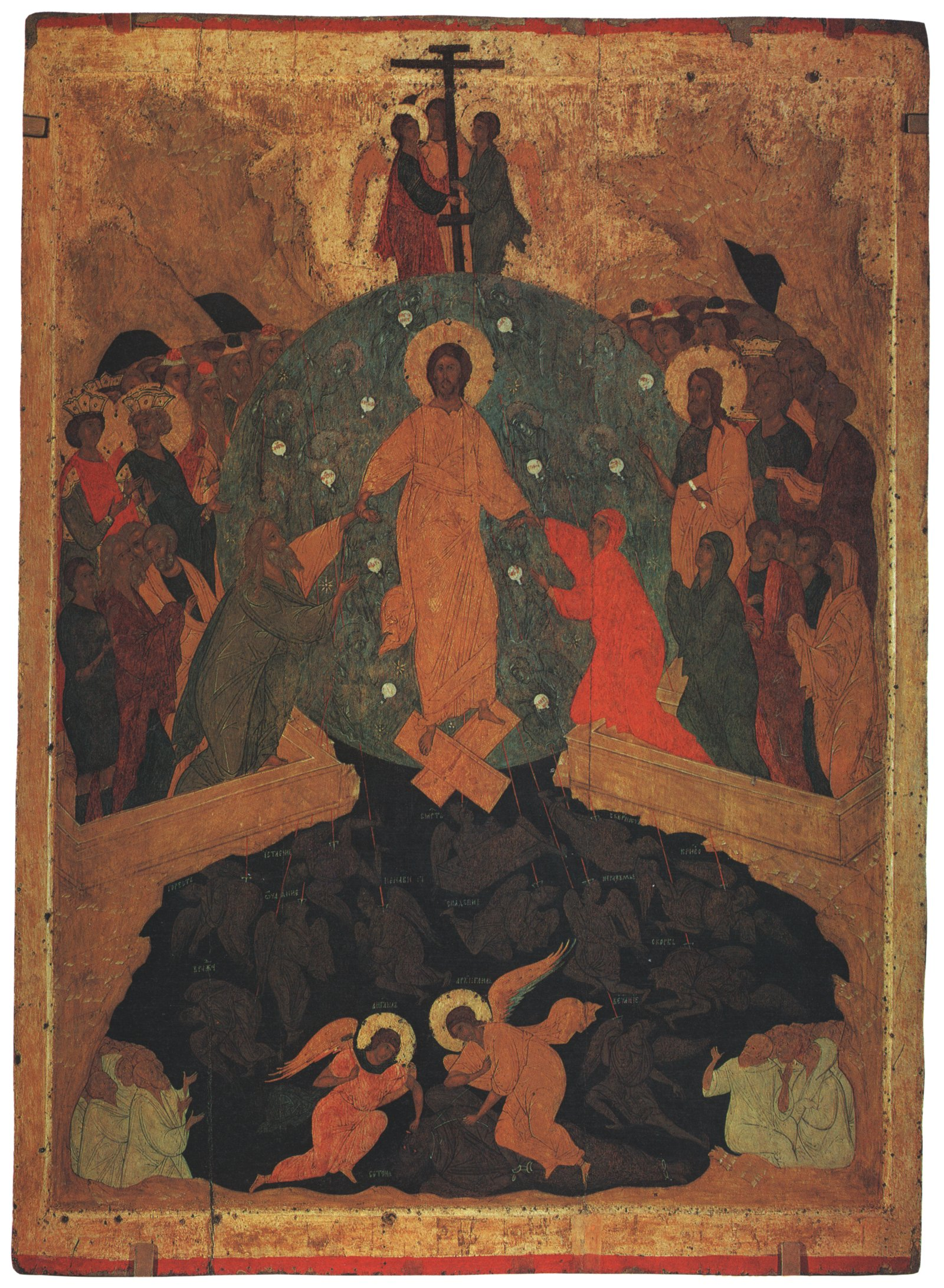
Сошествие во ад. 1495—1504 гг. Русский музей
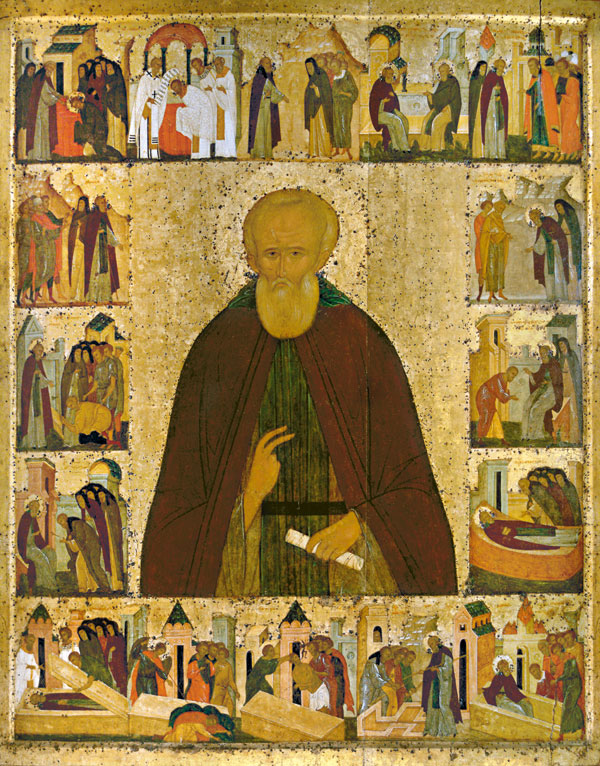
Димитрий Прилуцкий с житием, икона из Спасо-Прилуцкого монастыря. Ок. 1503 г. ВГИАХМЗ
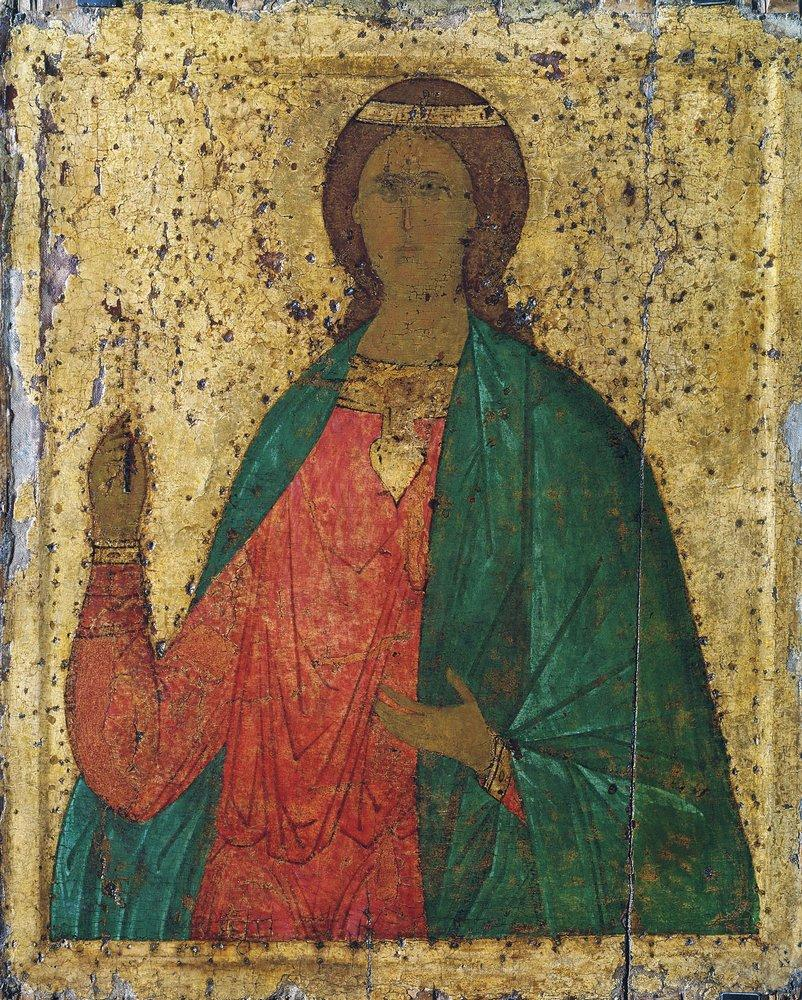
Варвара Великомученица

## Комментарии
1. ↑  Его имя  прослеживается в документах Симонова монастыря с 1445 года (См. «Словарь русских иконописцев XI—XVII веков». Сост. И. Кочетков. Индрик. 2003. С. 182).
2. ↑  Вероятно, упомянутые помощники Дионисия также руководили собственными артелями, а для выполнения ответственного заказа объединились с артелью Дионисия
3. ↑  Достаточно проблематично определить, какие росписи были созданы в первый период оформления Успенского собора. Наиболее вероятно, что это росписи алтарных частей Петроверигского придела и придела Похвалы Богоматери, в том числе «Рождество Иоанна Предтечи», занимающее южную стену Похвальского придела[4]
4. ↑  В 1484 году начал строиться каменный собор монастыря, он был завершен в декабре 1485 года
5. ↑  Житийные иконы митрополитов Петра и Алексия датируются специалистами по-разному: В. Антонова относит создание их к началу XVI в., того же мнения придерживается Г. Попов, В. Н. Лазарев считает, что иконы были созданы между 1462 и 1483 годами. (См.  Кусков В. В. Дионисий — «читатель» жития Алексия // Труды Отдела древнерусской литературы. Т. 24: Литература и общественная мысль Древней Руси. К 80-летию со дня рождения чл.-кор. АН СССР В. П. Адриановой-Перетц. — Л.: Наука. Ленингр. отделение, 1969. — С. 175.)